# Bacchisa holorufa
Bacchisa holorufa là một loài bọ cánh cứng trong họ Cerambycidae.